# L'encantat de Begues
L'encantat de Begues és una figureta de més de 6.500 anys d'història trobada l'estiu de 2012 durant unes excavacions arqueològiques a la Cova de Can Sadurní, al municipi de Begues, per membres del Col·lectiu per a la Investigació de la Prehistòria i l'Arqueologia de Garraf-Ordal (CIPAG) a l'empara del Seminari d'Estudis i Recerques Prehistòriques (SERP) de la Universitat de Barcelona.

## Etimologia
Tots els elements apunten clarament a la consideració de la figureta com un element singular amb una forta càrrega simbòlica i espiritual. En general, la bibliografia referida a aquest tipus d'imatges es refereix a elles com a imatges amb atributs divins. En suma, totes les seves característiques responen al que, en prehistòria, podríem definir com un ídol. Els investigadors han tingut en compte aquest component «mágico-religiós», i el fet que als habitants de Begues sempre se’ls ha donat tradicionalment el mal nom d'Els Encantats, per tal de batejar la figureta, de cara al gran públic, com L'encantat de
Begues.

## Descripció
La figura consta d'un tronc, amb un braç complet i l'inici de l'altre, d'una figureta humana elaborada en ceràmica. La seva
posició cronoestratigràfica la situa com l'estatueta humana més antiga, a hores d'ara, de la prehistòria a Catalunya, concretament de 6.500 anys d'antiguitat.
La figura correspon a la fase d'ocupació dels inicis del Neolític Mitjà, concretament la troballa es va produir a la capa 11 (Neolític Mitjà Postcardial 1a), en el seu contacte amb la capa 11b (Neolític Antic Postcardial 0). L'estatueta, de la que sols s'ha trobat el tronc, el coll i el braç dret, representa una figura humana probablement masculina. El fragment conservat fa 8 cm d'alçada, 1,90 cm de gruix i la seva amplada varia segons el punt des del qual es mesura: 2,5 cm. a l'alçada de la cintura, 4 cm. al pit, si sols es compta el braç conservat, i aproximadament uns 5,5 cm. en el mateix punt, amb els braços estesos. El desenvolupament de la resta del cos dona peu a creure en una estatueta d'entre 16 i 18 cm d'alçada.
Malgrat que a simple vista no s'observa amb suficient claredat, quan s'examina la figureta amb llum rasant s'hi poden observar diferents línies que podrien tractar-se de gravats que semblen reproduir alguns elements de la seva indumentària i parament. De fet, aquest tipus d'imatges acostumaven a anar vestides a la manera humana i no tenen atributs sexuals clars, de manera que generalment l'únic que permet diferenciar el sexe de l'estatueta són els pits. Així doncs, en el cas de la troballa a Begues l'absència de pits femenins fa pensar que probablement és una figura masculina.
Ambdós braços estan perforats verticalment denotant que la posició original que va imaginar l'artesà era la d'una figura suspesa d'un cordill o corretja de cuir. Aquest cordill podria servir per penjar l'estatueta del coll d'una persona
o d'un lloc de l'interior de la cova o de la terrassa exterior que ho permetés. La figureta conserva pràcticament tot el seu coll i, de la mateixa manera que en la majoria de figuretes de l'època amb les quals es poden estabir paral·lelismes, existeix la possibilitat que el cap fos mòbil i intercanviable i es col·loqués ajustant-lo al forat del coll.
Existeixen casos de caps solts de figuretes de pedra, terracota i/o ceràmica en els jaciments de les cultures neolítiques balcàniques i de la mediterrània occidental. Són bastants els investigadors que opinen que aquests caps eren intercanviables i que, a més, en molts casos eren de fusta, motiu pel qual no sempre són trobats.
L'observació acurada del tronc permet identificar el pit i l'esquena de la figureta: l'esquena de la figureta té una depressió central vertical que marca la columna vertebral deixant les dues espatlles una a cada costat i que permet identificar, en conseqüència, el pit de la figura. Això permet, alhora, observar com la posició de la secció longitudinal del braç dret ens indica que els braços estan estesos en actitud d'acollida. D'altra banda, el baix tronc davanter té un angle inferior als 180° entre la cintura i l'inici de les extremitats inferiors que permet prefigurar que l'estatueta bé estava asseguda, bé amb
les cames flexionades. Es desconeix, a hores d'ara, com anirien expressades les cames.
Probablement, acabessin en un peu pla tal com succeeix en moltes de les figuretes conegudes des de França al Pròxim Orient, passant per Itàlia, els Balcans i Anatòlia.

## Can Sadurní
La figura, que també és l'estatueta d'aquestes característiques més antiga que s'hagi donat a conèixer fins ara en el conjunt de la península Ibèrica, és un indici important de la rellevància que podria haver tingut Can Sadurní com a lloc de trobada per als habitants de les àrees més properes durant el Neolític. No és la primera troballa d'aquest període que s'ha fet a la cova, en la qual els investigadors del CIPAG hi excaven des del 1978 i on anteriorment s'han identificat també les proves més antigues del processament i consum de cervesa del continent europeu.
Aquestes troballes indiquen que a Can Sadurní s'hi podien haver celebrat banquets on es consumirien productes rars com la cervesa, així com rituals amb un caire simbòlic més marcat. Es tractaria de celebracions crucials per a la reunió de grups dispersos en el territori i que necessitarien aquestes trobades per a assegurar la seva reproducció econòmica, ideològica i sexual.
Les excavacions a Can Sadurní s'inclouen en el projecte La prehistòria al sud-est del Llobregat. De la costa al massís del Garraf-Ordal, que coordinen el catedràtic del Departament de Prehistòria, Història Antiga i Arqueologia de la UB Josep Maria Fullola Pericot i el prehistoriador i arqueòleg Manuel Edo, president de CIPAG.
Les excavacions, dirigides pels investigadors Manuel Edo i Ferran Antolín, tenen el suport de l'Ajuntament de Begues, el Departament de Cultura de la Generalitat de Catalunya i del Centre d'Estudis Beguetans així com d'altres entitats i empreses locals com i les caves Montau de Sadurní en el terreny de les quals se situen la cova i la masia de Can Sadurní.